# Enrique Hertzog
Enrique Hertzog Garaizabal (ur. 10 grudnia 1896 w La Paz, zm. 18 grudnia 1980 w Buenos Aires) – prezydent Boliwii od 10 marca 1947 do 22 października 1949 z ramienia Republikańskiej Partii Socjalistycznej.
Profesor medycyny Uniwersytetu w La Paz, wchodził w skład rządu w latach 1932-1933 (w 1933 sprawował urząd ministra wojny podczas wojny o Chaco z Paragwajem), z kolei w 1943 piastował tekę ministra pracy i zdrowia. W późniejszych latach pełnił też urząd ambasadora Boliwii w Hiszpanii.